# نجيحة (اسم)
نجيحة هو اسم علم مؤنث من أصل عربي، ومعناه هو الرائحة الطيبة كالمسك، سريعة الفطنة.

## وصلات خارجية
- موسوعة السلطان قابوس لأسماء العرب